# Strumigenys disarmata
Strumigenys disarmata är en myrart som beskrevs av Brown 1971. Strumigenys disarmata ingår i släktet Strumigenys och familjen myror. Inga underarter finns listade i Catalogue of Life.